# Die Wörter
Die Wörter, französisch Les mots, ist eine 1964 erschienene autobiografische Schrift von Jean-Paul Sartre über seine ersten zehn Lebensjahre in der Zeit von 1905 bis etwa 1915, dem Jahr seiner Einschulung in das elitäre Gymnasium Lycée Henri IV.

## Inhalt

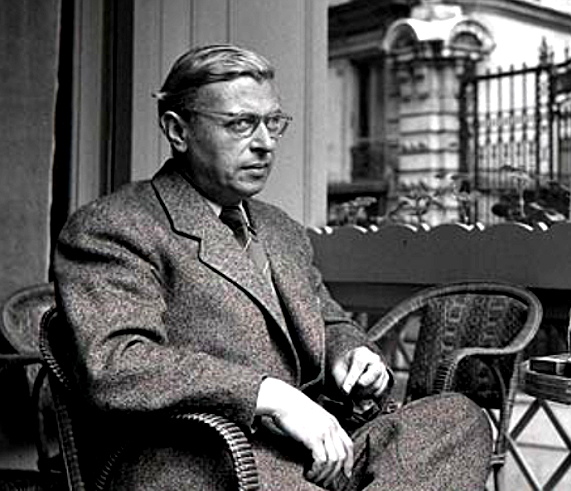
Jean-Paul Sartre ca. 1950

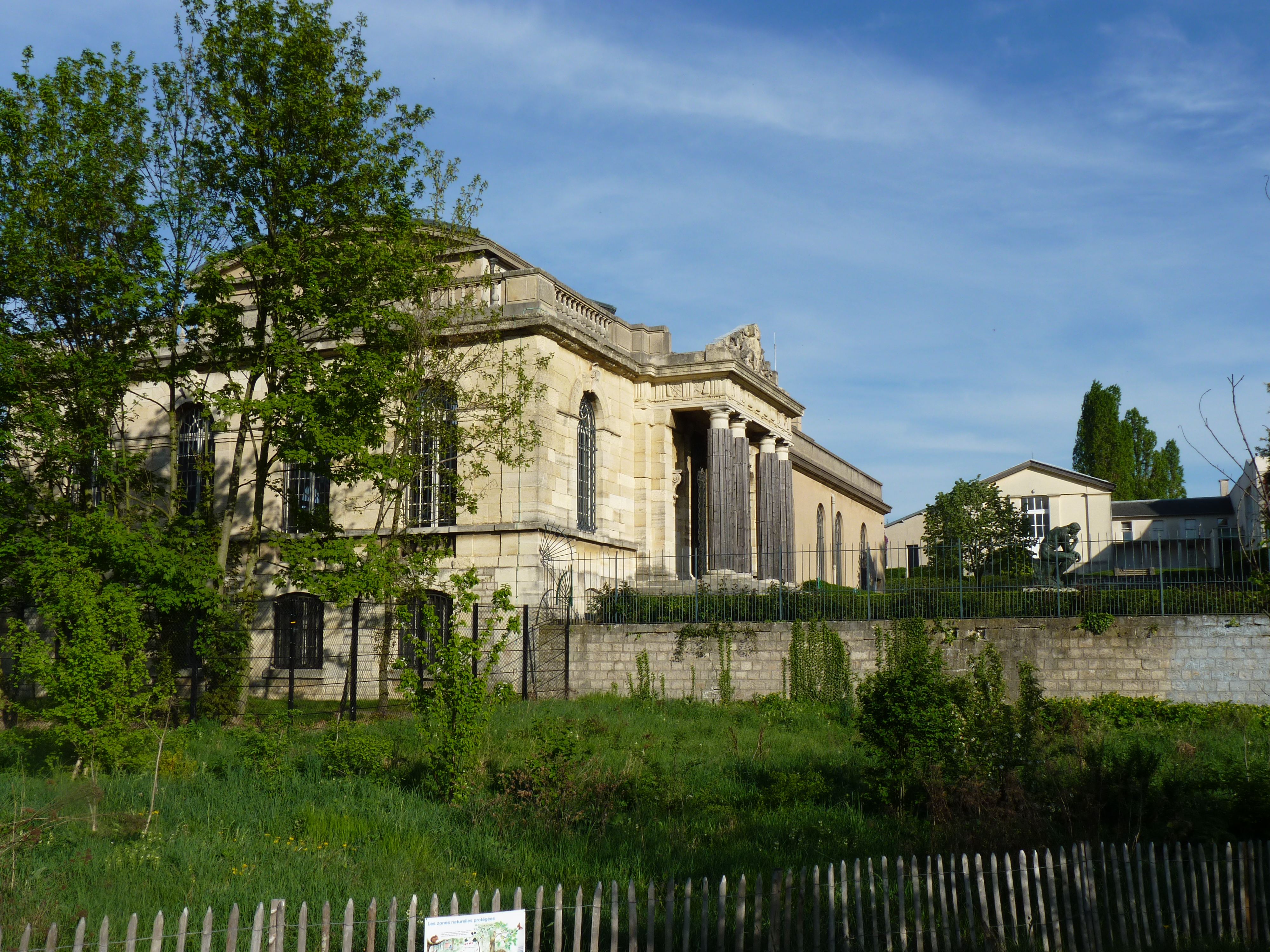
Musée Rodin in Meudon, in dessen Nähe Sartre als Kind lebte

Nach einem kurzen, etwa 1850 einsetzenden Rückgriff auf die Familiengeschichten der Schweitzers (Albert Schweitzer war ein Großcousin von ihm) und Sartres beginnt der kleine Jean-Paul sein vaterloses Leben unter dem Zepter seines elsässischen Großvaters Charles Schweitzer, der nach dem frühen Tod von Jean-Pauls Vater die Rolle des „pater familias“ okkupiert. Der Tod des Vaters „wurde das große Ereignis meines Lebens: er legte meine Mutter von neuem in Ketten und gab mir die Freiheit.“ In dieser großväterlich dominierten Familie schlafen der kleine Jean-Paul und seine Mutter, die „Kinder“ der Familie, in einem Raum, während die Großmutter und vor allem der Großvater zusammen den eingedeutschten kindlichen Götternamen „Karlundmami“ tragen. Jean-Paul lebt eingeschlossen und einsam, er hat keinerlei Freunde: „Bis zum Alter von zehn Jahren blieb ich allein zwischen einem Greis und zwei Frauen. […] ich war ein Kind, ein Monstrum, das sie mit Hilfe ihrer eigenen Sorgen fabrizierten.“
Der Großvater ist ein promovierter Deutschlehrer mit einem gut laufenden eigenen Sprachinstitut in Paris. Während ihn seine eigenen Kinder langweilen, himmelt er seinen Enkel auf maßlose Weise an und baut die Familie für den kleinen Jean-Paul wie ein Paradies. Jean-Paul lernt seine „Rolle“ als Geschenk an den Großvater zu spielen, er ist klug und (noch) hübsch, ein über-fördertes Kind, das sich unter dem Druck der Familie in verschiedenen Eindrucksposen übt: als Frühreifer, Angepasster, kleiner Verseschmied, Schauspieler und Autor von Abenteuergeschichtchen.

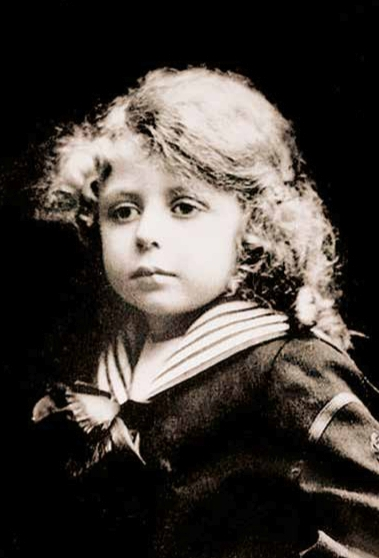
Jean Paul Sartre um 1910

In dieser ihn von allen anderen Kontakten abschneidenden Familieninsel erlebt er seine permanente Berufung zum „Wunderkind“: „Es genügt, dass ich eine Tür aufmache, um selbst das Gefühl zu haben, ich vollzöge eine ‚Erscheinung’.“ Da der kleine „Poulou“ im Arbeitszimmer seines Großvaters auf Berge von Büchern trifft, erscheint ihm deren Handhabung wie eine heilige Handlung: „Ich hatte meine Religion gefunden; nichts erschien mir wichtiger als ein Buch; die Bibliothek sah ich als Tempel.“  Nun gewinnt seine frühe Berufung an Bestimmtheit und an Fahrt: „Schon früh wurde ich darauf vorbereitet, die Professur wie ein Priestertum und die Literatur wie eine Leidenschaft zu behandeln.“
Jean-Paul bringt sich selbst das Lesen anhand des Romans Heimatlos von Hector Malot bei, den er auswendig kennt. Er arbeitet sich ab an exotischen Wortungetümen wie  „Heautontimoroumenos“, „Idiosynkrasie“  oder „Apokope“, die ihn wie „sonderbare Wilde“ beeindrucken und kämpft mit Sätzen und für das Kind merkwürdigen und unverständlichen Zusammenhängen: „Auf alle Fälle bearbeitete mein Blick die Wörter: man musste versuchen, ihren Sinn zu bestimmen; mit der Zeit wurde ich durch diese Kulturkomödie kultiviert“ – eine Komödie, die ihm die Aufmerksamkeit der Familie sichert, ihn aber sich selbst entfremdet.
Der kleine Sartre liest bald schon Corneille, Flaubert, Victor Hugo: „Ich lebte über mein Alter, wie man über seine Verhältnisse lebt.“ Viel lieber aber las Poulou unter dem Tisch im Esszimmer Magazine und Abenteuerromane – und der alte Sartre gesteht: „Es hat niemals aufgehört: auch heute lese ich lieber Kriminalromane als Wittgenstein.“
Wieder angestoßen von seinem Großvater, beginnt Jean-Paul in eine Kladde erste Geschichten zu schreiben, in denen er zunächst Bekanntes nacherzählt und dann allmählich Figuren erschafft, die seine Einsamkeit sowohl spiegeln als auch verringern. Der Großvater, der seinen Enkel aber nicht als Schriftsteller verhungern, sondern lieber als Literaturprofessor Meriten sammeln sehen will, bestärkt paradoxerweise durch seine vorsichtigen Hinweise Jean-Pauls Berufswunsch.
Sartre, der sein kindliches Lebensgefühl im Rückblick in die Worte „Überzähliger“  und „Schlechtgeborener“ fasst, sieht als Kind in der Schriftstellerei die beste Möglichkeit, seinem Leben eine Daseinsberechtigung zu geben: „Indem ich schrieb, existierte ich.“ So übt er sich früh in der Kunst, „die lebendigen Dinge mit der Schlinge der Sätze“ einzufangen, und lebt für seinen baldigen Tod, um als Schriftsteller unsterblich zu werden: „Zwischen neun und zehn Jahren wurde ich vollständig postum.“
Mit viel Ironie seziert und inszeniert der Autor seine Jugend, die er „verabscheut, mit all ihren Überresten“, von denen er sich aber bis in sein reifes Alter in seinem Werk vorangetrieben sieht. Diese Darstellung ist die schmerzhafte Erinnerung an einen Lebensanfang, der Sartre zuerst fast um den Verstand gebracht und ihn später in den Olymp der französischen Intellektuellen versetzt hat: „Vor allem meine ersten Lebensjahre habe ich durchgestrichen: als ich dieses Buch begann, brauchte ich viel Zeit, um sie unter den Durchstreichungen zu entziffern.“

## Sartres Kampf gegen Neurosen

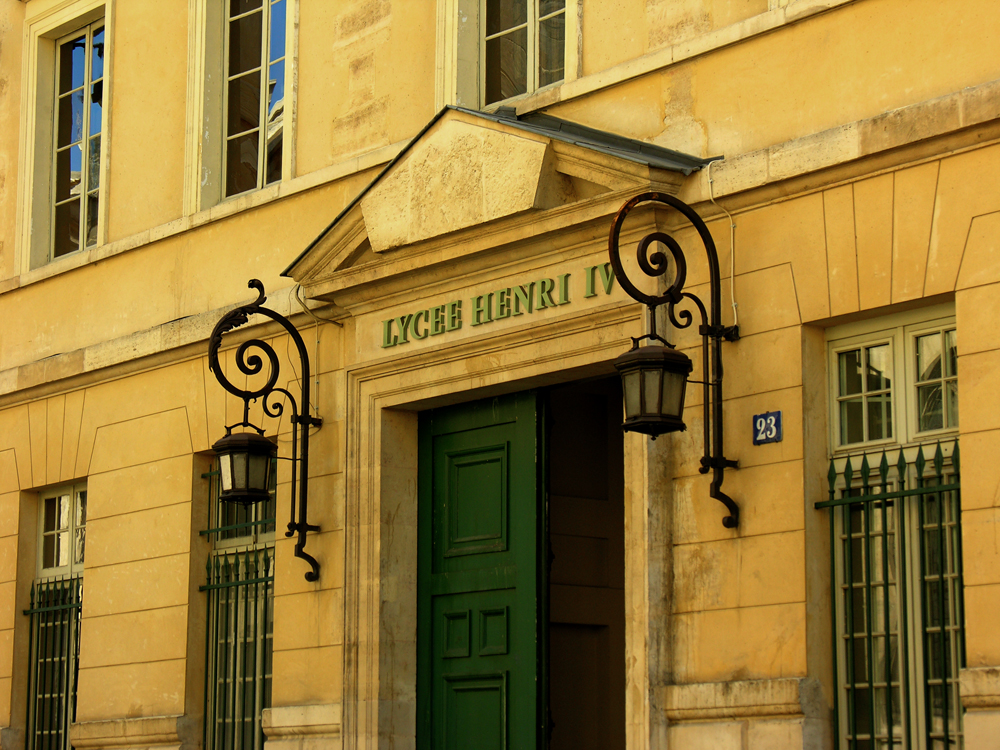
Eingang des Lycée Henri IV

Diese Phase der im Familientreibhaus ausufernden Phantasien endet mit dem Eintritt in die Vorschule des Lycée Henri IV, wo Jean-Paul zum ersten Mal mit Gleichaltrigen zusammenkommt und sich neben anderen mit Paul-Yves Nizan anfreundet. Die Traumen seiner einsamen Kindheit, die sich zur Obsession der eigenen Auserwähltheit steigern und den Jungen in ein „Delirium“, einen „langen, bitteren und süßen Wahn“ und eine „Neurose“ führen, „an der ich dreißig Jahre gelitten habe,“ treten allmählich in den Hintergrund.
Die Zwangsvorstellung einer Sonderrolle erscheint Sartre im Rückblick sowohl als Ursache seiner literarischen Kompetenz als auch seiner sich gegen sein Herkunftsmilieu richtenden späteren Kritik: „Da ich von Hause aus fügsam war, […] bin ich später nur dadurch zum Rebellen geworden, dass ich die Unterwürfigkeit bis zum Äußersten trieb.“ Zwar endet der biografische Ausschnitt weit vor der Zeit seiner politischen Reifung, aber die vernarbende Gesundung seiner Psyche brachte ihn dazu, „systematisch gegen sich selbst zu denken: so stark, dass mir ein Gedanke umso einleuchtender erschien, je mehr er mir missfiel.“ Die psychotische Störung seiner Jugendjahre mit ihren Halluzinationen, mit seiner frühen literarischen Überaktivität und der Erfahrung von Kultur als Verstellung wird Ausgangspunkt einer außergewöhnlichen intellektuellen Karriere, die bis ins reife Alter immer wieder und immer noch durch die frühen Pflichten seiner familiären Berufung gesäuert wird: „Ich bin ein Schriftsteller der Fleißübungen.“

## Erzählweise

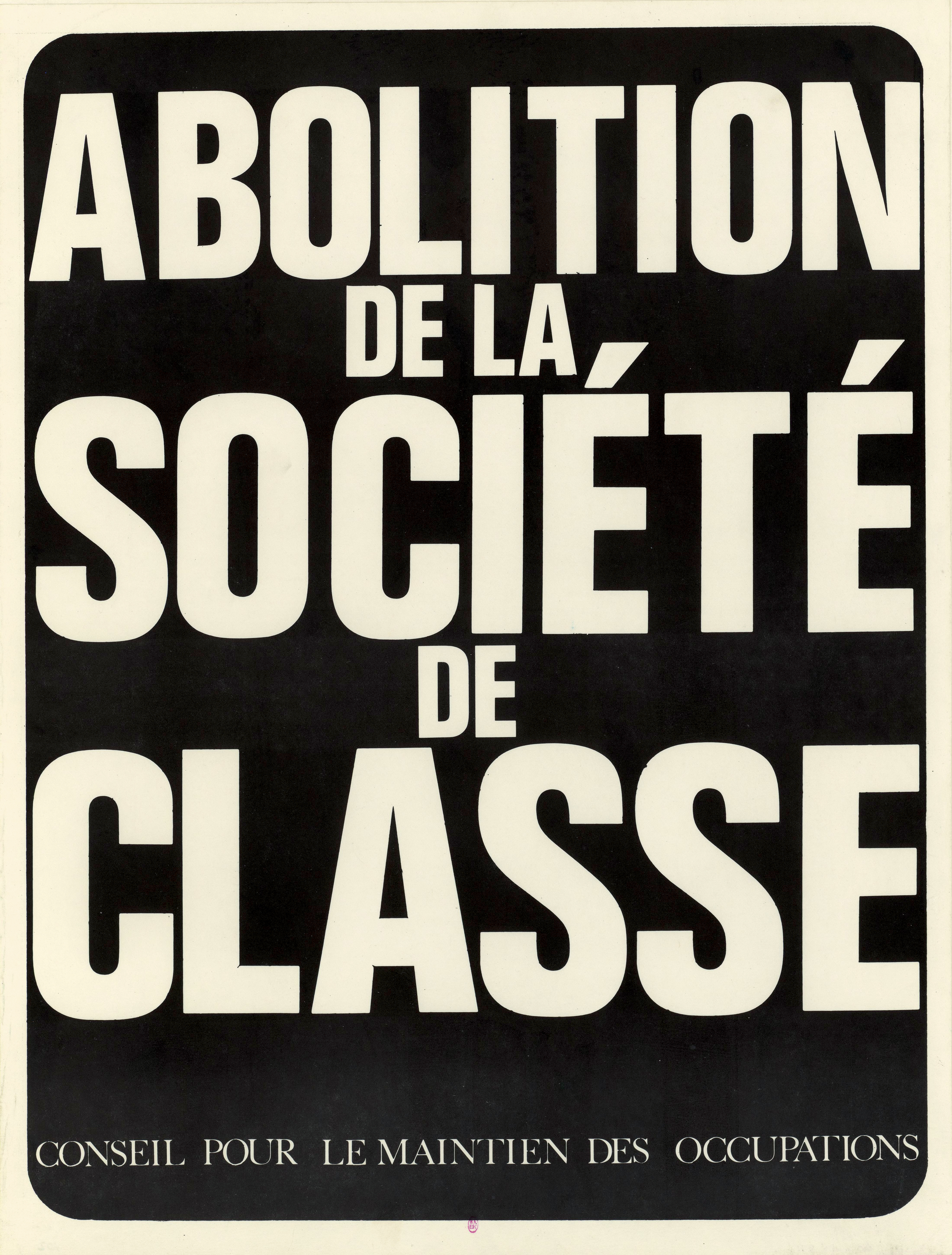
„Abschaffung der Klassengesellschaft“ (Plakat der Situationistischen Internationale vom Mai 1968)

Die Signatur dieser Biographie ist die einer Ironie der Geschichte, die den angepassten und einsamen kleinen Jean-Paul zum revoltierenden Vordenker der Massen des Pariser Mai 1968 werden ließ. Auf seinen ersten zehn Lebensjahren und ihren Nachwirkungen beruhen seine umfassende Bildung, seine stilistische Finesse, seine Selbstkritik, seine Produktivität und damit seine Stellung als einer der wichtigsten französischen Intellektuellen des 20. Jahrhunderts. Es ist das Verdienst dieses Werkes, die Dialektik der Geschichte auch in Sartres eigenem Lebensweg aufgezeigt zu haben. „Man kann den Zustand des Mannes, der die letzten Seiten seines Buches ‚Les Mots‘ niederschreibt, je nachdem als heitere Illusionslosigkeit oder als tiefe Enttäuschung verstehen.“
Das Werk ist in zwei etwa gleich umfangreiche Teile, Lesen und Schreiben, gegliedert. Es ist keine Autobiografie, sondern ein auf die Kinderjahre reduzierter Ausschnitt. Und es ist nicht einmal ein Ausschnitt, sondern eine auf das Psychogramm der Familie reduzierte Facette dieser Kinderjahre. Äußere Daten und eine chronologische Ordnung sind selten, familiäre Ereignisse und selbst gesellschaftliche Katastrophen wie der Beginn des Ersten Weltkrieges spielen kaum eine Rolle. Hans Mayer vermutet eine dreifache Säkularisierung als Stufen der intellektuellen Entwicklung Sartres und als immanente Gliederung des vorliegenden Werkes: erstens die Überwindung der quasireligiösen Kindheitsneurose in Richtung einer Orientierung auf die Schriftstellerei, zweitens die Aufgabe des Glaubens an das schriftstellerische Engagement, drittens eine Absage an ein Arbeitsethos als neuer Ersatzreligion – letzteres in der Biografie aber nur in nuce angedeutet.

## Rezeption
- Das Buch war 21 Wochen lang im Jahr 1965 auf dem Platz 1 der Spiegel-Bestsellerliste in Deutschland.
- Die Wörter wurde in die ZEIT-Bibliothek der 100 Bücher aufgenommen.